# إريك فون كونيلت ليدين
كان إريك ماريا ريتر فون كوينيلت ليدين (31 يوليو 1909 -26 مايو 1999) سياسي وفيلسوف نمساوي. عارض الثورة الفرنسية وكذلك الشيوعية والنازية. وصف كوهنلت ليدين نفسه بأنه «ليبرالي محافظ» أو «ليبرالي متطرف». جادل كثيرًا بأن حكم الأغلبية في الديمقراطيات يشكل تهديدًا للحريات الفردية، وأعلن أنه ملكي وعدو لجميع أشكال الشمولية، على الرغم من أنه أيد ما وصفه بأنه «جمهوريات غير ديمقراطية» أيضًا، كسويسرا وبدايات الولايات المتحدة. أشار كوهنلت ليدين إلى الآباء المؤسسين للولايات المتحدة، توكفيل وبوركهارت ومونتاليمبير، بوصفهم المؤثرين الرئيسيين على شكوكه في الديمقراطية.
كان لدى كوهنلت ليدين، بوصفه «موسوعة معرفية متنقلة»، معرفة موسوعية بالعلوم الإنسانية، وكان متعدد اللغات، ويتحدث ثماني لغات ويقرأ سبعة عشر لغة أخرى. كانت أوائل كتبه، تهديد القطيع، والحرية أو المساواة، ذات تأثير داخل الحركة المحافظة الأمريكية. كان مساعدًا لويليام فرانك باكلي، وظهرت أشهر كتاباته في ناشيونال ريفيو، حيث عمل ككاتب عمود لمدة 35 عامًا.

## حياته
وُلد فون كوهنلت ليدين في توبلباد بولاية شتايرمارك بالإمبراطورية النمساوية المجرية. أصبح مراسل فيينا لصحيفة ذا اسبكتاتور في سن السادسة عشر. ظل يكتب منذ ذلك الحين لبقية حياته. درس القانون المدني والكنسي في جامعة فيينا في سن 18. التحق بجامعة بودابست، وحصل منها على درجة الماجستير في الاقتصاد والدكتوراه في العلوم السياسية. عاد إلى فيينا ودرس علم اللاهوت. سافر كوهنلت ليدين إلى إنجلترا، في عام 1935، ليصبح مديرًا لمدرسة في كلية بومونت، وهي مدرسة يسوعية عامة. انتقل بعد ذلك إلى الولايات المتحدة، حيث درس في جامعة جورجتاون (1937-1938)، وكلية سانت بيتر بنيو جيرسي (رئيس قسم التاريخ وعلم الاجتماع، 1938-1943)، وجامعة فوردهام (اليابانية، 1942-1943)، وكلية تشستنوت هيل بفيلادلفيا (1943-1947).
يُزعم أن كوهنيلت ليدين قد مر، أثناء وجوده في المجر عام 1931، بتجربة خارقة للطبيعة. رأى مع صديقه، فيما كانا يتناقشان حول مقابر مهجورة، شيطانًا يظهر أمامهما.
«ظهر أمامنا شيطان كالذي وُصف في الكتب البدائية. شيطان عاري الجسد، لونه أحمر، وله قرون ولسان طويل ورمح ثلاثي، فانفجرنا ضاحكين. بعبارة أخرى، ضحك هستيري. وقد اكتشفت لاحقًا أنه من الطبيعي أن تضحك بشكل هستيري عند ظهور الشيطان.»
انتقد كوهنلت ليدين، في خطاب إلى رئيس تحرير صحيفة نيويورك تايمز عام 1939، تصميم كل عملة أمريكية كانت قيد التداول في ذلك الوقت باستثناء عملة الربع دولار، التي قال بحقها بأنها «العملة الأكثر إرضاءً حتى الآن»، في حين اعتبر عملة الفلس «الأكثر بؤسًا». بقي في الولايات المتحدة، بعد نشره كتاب اليسوعيين، والبرجوازيين والبلاشفة (نشرته باللغة الألمانية دار نشر بوستيت بسالزبورغ عام 1933)، وتهديد القطيع عام 1943، الذي انتقد فيه الاشتراكيين، كما لم يستطع العودة إلى النمسا التي ضُمت إلى الرايخ الثالث.
استقر من جديد، بعد الحرب العالمية الثانية، في مدينة لانس، حيث عاش حتى وفاته. كان كثير السفر، فقد زار أكثر من خمسة وسبعين بلدًا (من بينها الاتحاد السوفيتي في الفترة 1930-1931)، فضلًا عن جميع الولايات الخمسين في الولايات المتحدة وبورتوريكو.
أقام كوهنيلت صداقات مع العديد من المثقفين والشخصيات المحافظة الرئيسية في القرن العشرين، من بينهم وليام إف. باكلي، وراسل كيرك، وأوتو فون هابسبورغ، وفريدريش أيه. هايك، وميل برادفورد، ولودفيغ فون ميسيس، وفيلهلم روبك، وإرنست يونغر، وجوزيف راتزنجر (الذي أصبح في ما بعد البابا بنديكت السادس عشر). كان كوهنلت ليدين، وفقًا لما قاله باكلي عنه، «الرجل الأكثر سحرًا في العالم».
تزوج كوهنلت ليدين من الكونتيسة كريستيان غرافين فون غوس وأنجب منها ثلاثة أطفال. تُوفي في عام 1999 تاركًا وراءه أبنائه وزوجته وسبعة أحفاد.